# Vincent Cassel
Vincent Cassel, ursprungligen Vincent Crochon, född 23 november 1966 i Paris, är en fransk skådespelare.
Vincent Cassel var gift med Monica Bellucci mellan 1999 och 2013 och tillsammans har de döttrarna Deva (född 2004) och Léonie (född 2010). Han är son till den franske skådespelaren Jean-Pierre Cassel och journalisten Sabine Litique. Hans bror Mathias är rappare under namnet "Rockin' Squat" i gruppen Assassin. Hans halvsyster Cécile Cassel är skådespelerska.
Sitt genombrott fick Cassel 1995 i Mathieu Kassovitz film Medan vi faller där han spelade rollen som Vinz. För denna roll nominerades han till det franska filmpriset César. Sedan mitten av 90-talet har Cassel gjort en lång rad roller i både franska och internationella filmer.
Han utövar capoeira och visade detta i filmen Ocean's Twelve. Förutom sitt modersmål franska talar han engelska, portugisiska och italienska.

## Filmografi (i urval)
- 1995 – Medan vi faller
- 1997 – Dobermann
- 1998 – Elizabeth
- 1999 – Jeanne d'Arc
- 2001 – Vargarnas pakt
- 2002 – Irréversible
- 2004 – Blueberry
- 2004 – Ocean's Twelve
- 2005 – Derailed
- 2007 – Ocean's Thirteen
- 2007 – Eastern Promises
- 2010 – Black Swan
- 2010 – Vår dag skall komma
- 2013 – Trance
- 2014 – Beauty and the Beast
- 2016 – Jason Bourne
- 2020 – Underwater
- 2023 – Liaison (TV-serie)
- 2025 – Banger
- 2025 – Sacrifice